# Arctornis l-nigrum
Arctornis l-nigrum — вид метеликів родини еребід (Erebidae).

## Поширення
Поширений в Європі та Азії на схід до Японії. Трапляється у світлих, не надто старих листяних лісах, особливо на узліссях, на теплих схилах і у вологих днищах долин.

## Опис
Розмах крил 35-45 мм. Метелики мають яскраво-білі, злегка напівпрозорі передні крила, на яких помітна чорна літера «L» посередині, зміщена від переднього краю.
Гусениці завдовжки близько 50 міліметрів. Їхнє тіло дещо сплюснуте й забарвлене в червоно-коричневий або сірувато-коричневий колір з деякими жовтими або помаранчевими плямами. Перші три сегменти сильно поросли численними довгими іржаво-червоними та чорними волосками, через що вони здаються значно товщі, ніж решта тіла. Пучки білого волосся ростуть з боків і ззаду на четвертому, п'ятому, дев'ятому, десятому і одинадцятому сегментах тіла. Крім того, у тварин є коричневі пучки волосся на шостому-восьмому сегментах.

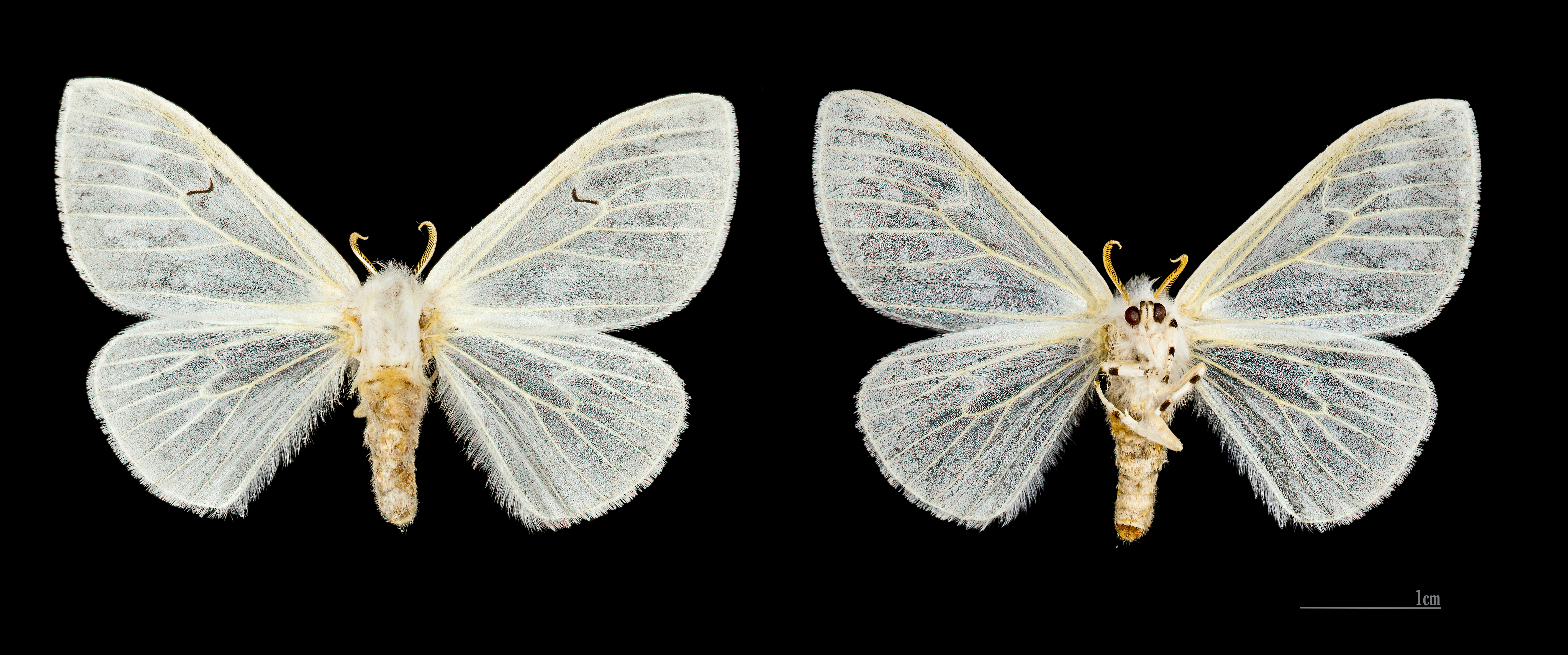
Самиця
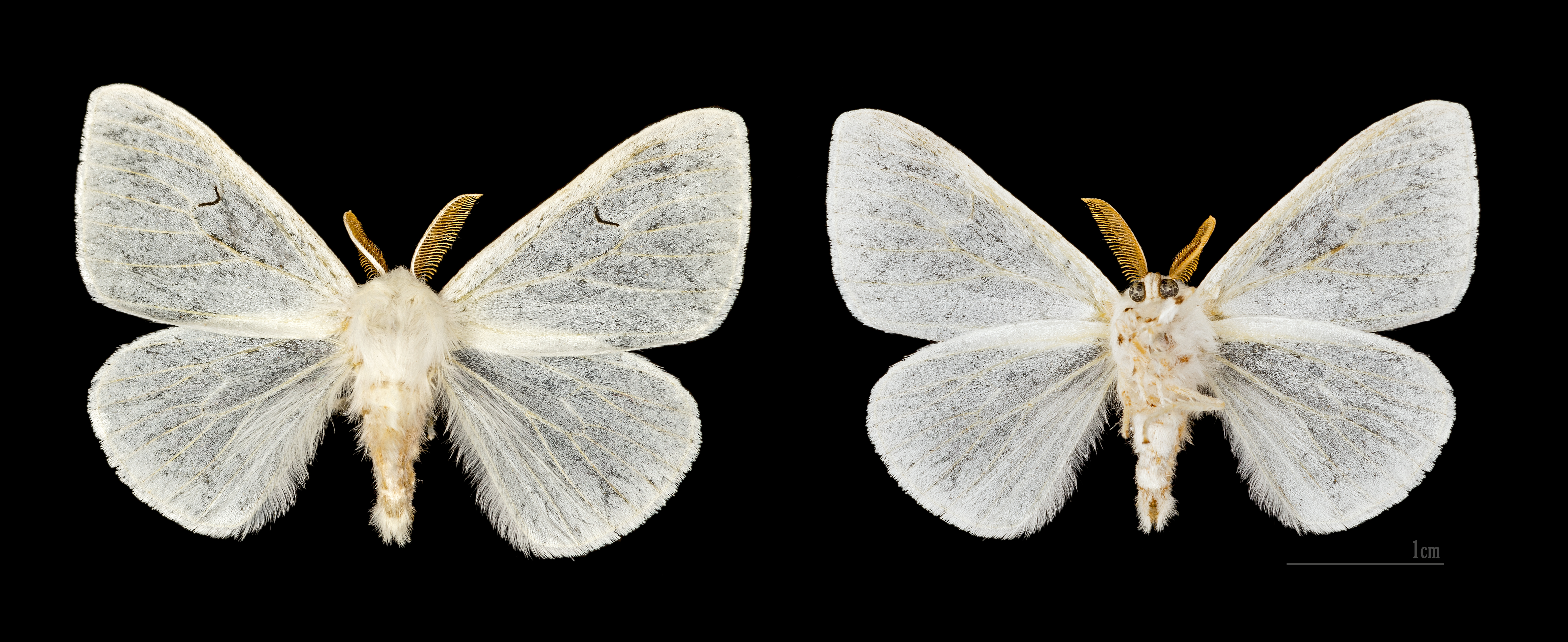
Самець

## Спосіб життя
Імаго літає з травня по липень. Гусениць можна зустріти з вересня і після сплячки до травня наступного року. Гусениці живляться листям бука звичайного (Fagus sylvatica), липи дрібнолистої (Tilia cordata), дуба звичайного (Quercus robur), верби козячої (Salix caprea) та інших листяних порід дерев.

## Підвиди
- Arctornis l-nigrum l-nigrum
- Arctornis l-nigrum asahinai (Inoue, 1956) (Японія)
- Arctornis l-nigrum okurai (Okano, 1959) (Тайвань)
- Arctornis l-nigrum ussurica Bytinski-Salz, 1939 (Уссурі)